# Brustem

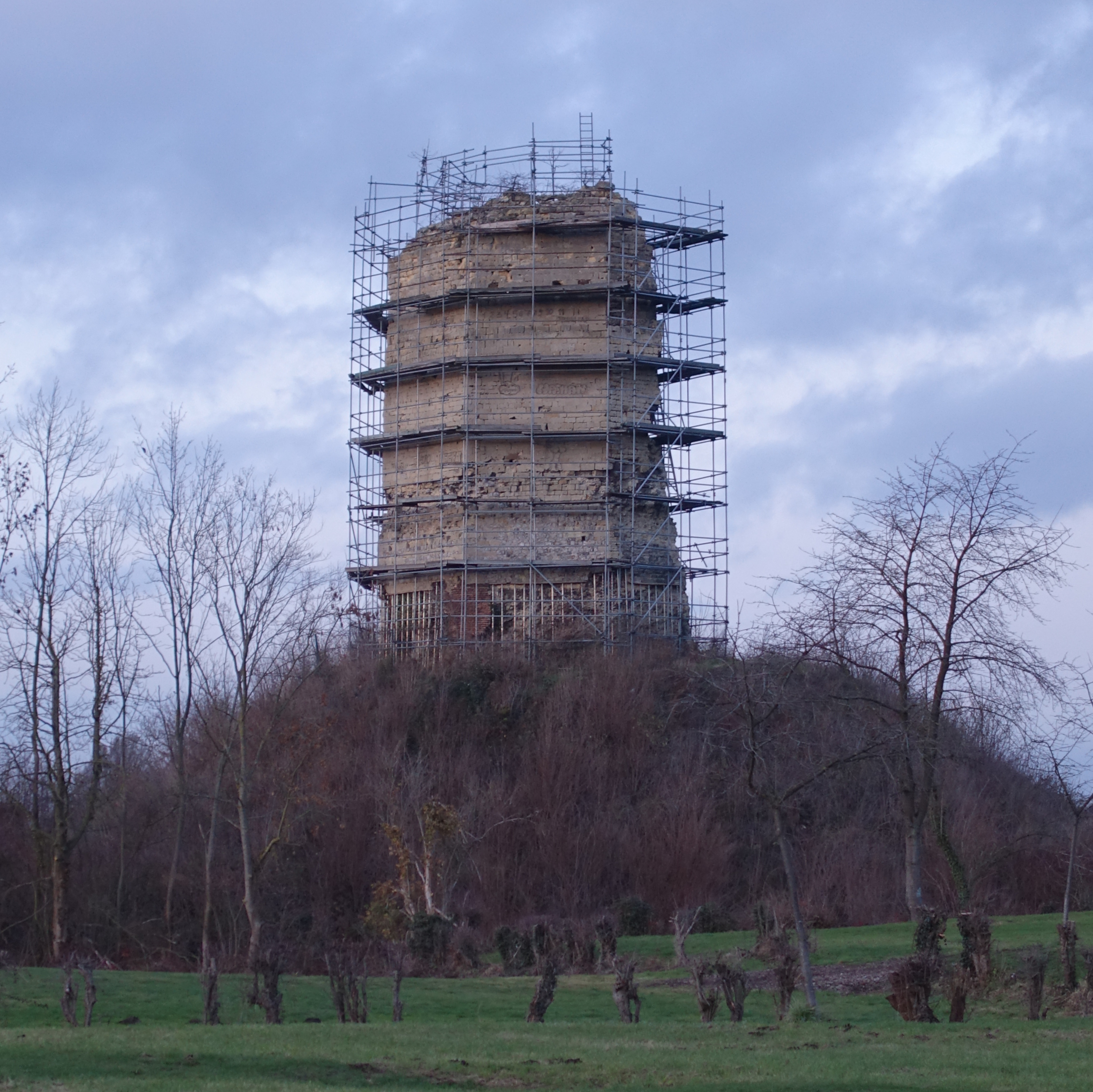
Ruïne van de motteburcht tijdens de restauratie (2008)

Brustem is een dorp en deelgemeente van Sint-Truiden in de Belgische provincie Limburg. Tot de gemeentelijke herindeling van 1977 was het een zelfstandige gemeente.

## Etymologie
Brustem werd voor het eerst schriftelijk vermeld in 1114 als Brustemia, van het Germaanse brust (kleine verhevenheid) en haima (woning).

## Geschiedenis
Vóór 1175 komt Brustem nauwelijks in officiële stukken voor. In 1139 geeft Alberon II van Namen, prins-bisschop van Luik, een opsomming van alle kerken die in de abdij van Sint-Truiden met de Pinksterdagen hun bijdrage moesten offeren; daar was ook Brustemium bij.
Beter gedocumenteerd is de uit de elfde eeuw daterende vete tussen Brustem en Sint-Truiden. In 1086 verwoestten de Brustemnaren de stad Sint-Truiden en de abdij daar. Omgekeerd werd Brustem in 1160, 1171 en 1180 door de graaf van Duras en de Truienaren in brand gestoken.
Lodewijk I, graaf van Loon, bouwde omstreeks 1170 in Brustem een sterke achthoekige toren en voorzag die van een garnizoen. Tegelijkertijd werden de kerk en het kerkhof door een grote wal versterkt. Brustem kreeg in 1170 stadsrechten van de Loonse graaf maar door de concurrentie van Sint-Truiden werd Brustem nooit een belangrijk centrum.
Toen kruisvaarder graaf Gerard terugkeerde uit het Heilig Land, wilde hij de omwalling uitbreiden. Maar na de oorlog in 1171, gevoerd door de bisschop van Luik, de graaf van Duras en de Truienaren tegen de Loonse graaf, stelde hij dat uit en gaf hij Brustem en zijn burcht in leen aan de keizer. Die verleende de plaats stadsrechten zodat die de concurrentie met Sint-Truiden aan zou kunnen. Maar vanaf het einde van de twaalfde eeuw was de graaf van Loon ook graaf van Duras en voogd van Sint-Truiden. Brustem ontwikkelde zich tot een klein stadje, waarin de lakennijverheid een niet onbelangrijke rol speelde, waarmee drie gilden zich bezighielden. Door de nabijheid van Sint-Truiden nam de stedelijke ontwikkeling van Brustem echter geen hoge vlucht.
Christina de Wonderbare werd omstreeks 1150 in Brustem geboren en haar heiligheid ontleent ze aan een legende.
In 1336 werd de heerlijkheid Brustem gesplitst. De helft van het stadje, met de burcht, kwam in bezit van de Graaf van Gulik, en de andere helft bleef Loons.
Het patronaatsrecht van de parochie was tot 1203 in handen van de wereldlijke heren. In dat jaar schonk Diederik van Altena het patronaatsrecht aan de Abdij van Averbode. Het tiendrecht berustte bij de Abdij van Sint-Truiden.
De burcht van Brustem speelde een rol op 28 oktober 1467 tijdens de slag bij Brustem, die door Karel de Stoute tegen de Luikenaars werd geleverd, onder de muren van de sterkte waarin de Luikse ambachten. In 1489 werd de vesting, waarin de aanhangers van Van der Mark zich verschanst hadden, echter stormenderhand ingenomen en geslecht door de hertog van Saksen, die een bondgenoot was van de Luikse bisschop Johan van Horne.
Het bouwwerk raakte vervolgens in verval.
Op 1 januari 1971 werden de gemeenten Aalst en Ordingen aangehecht bij Brustem dat op zijn beurt op 1 januari 1977 een deelgemeente werd van de stad Sint-Truiden.
Brustem is thans een modern landbouwdorp waar vooral fruitteelt plaatsvindt. Ook is er, te Saffraanberg, de Koninklijke School voor Onderofficieren (KSOO) van Defensie gevestigd. Het vroegere militaire vliegveld EBST is tegenwoordig deels in gebruik als luchtvaartgeoriënteerd bedrijventerrein en regionaal vliegveld.
De Luikersteenweg werd omstreeks 1717 aangelegd. Tegenwoordig is deze weg bekend als prostitutiegebied, waaraan ze de bijnaam Chaussee d'Amour te danken heeft.

## Demografische ontwikkeling
- Bronnen:NIS, Opm:1831 tot en met 1970=volkstellingen; 1976 = inwoneraantal op 31 december
- 1970*: inclusief aanhechting van Aalst en Ordingen op 1 januari 1971
- 1971: afstand van gehucht Kortenbos aan Kozen en het gehucht Terstok aan Zepperen

## Bezienswaardigheden
- De Torenburcht, restant van de burchttoren
- Sint-Eucheriuskapel (12e-eeuwse romaanse kapel)
- Kapel van de Spikboom
- Sint-Laurentiuskerk (grotendeels 18e-eeuwse parochiekerk)
- Kasteeldomein Brustem
- Enkele huizen in Maaslandse renaissancestijl
- De Tumulus van Brustem
- De Clovisbron
- Oude Molen (Brustem), een voormalige watermolen op de Melsterbeek.

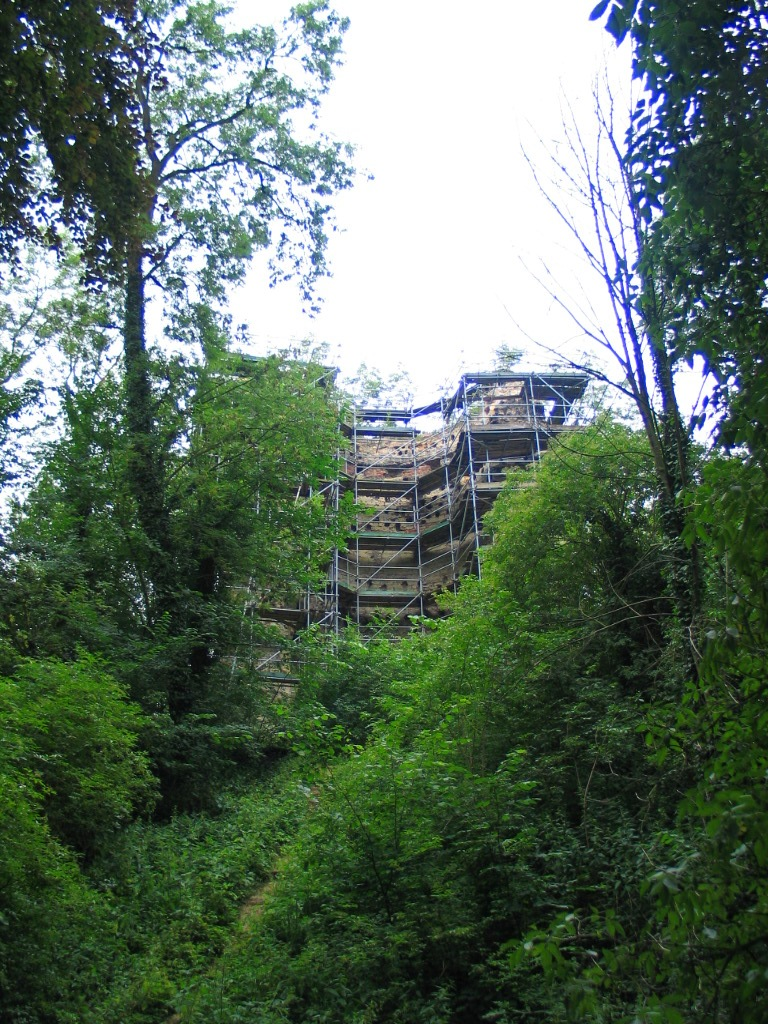
Burchttoren
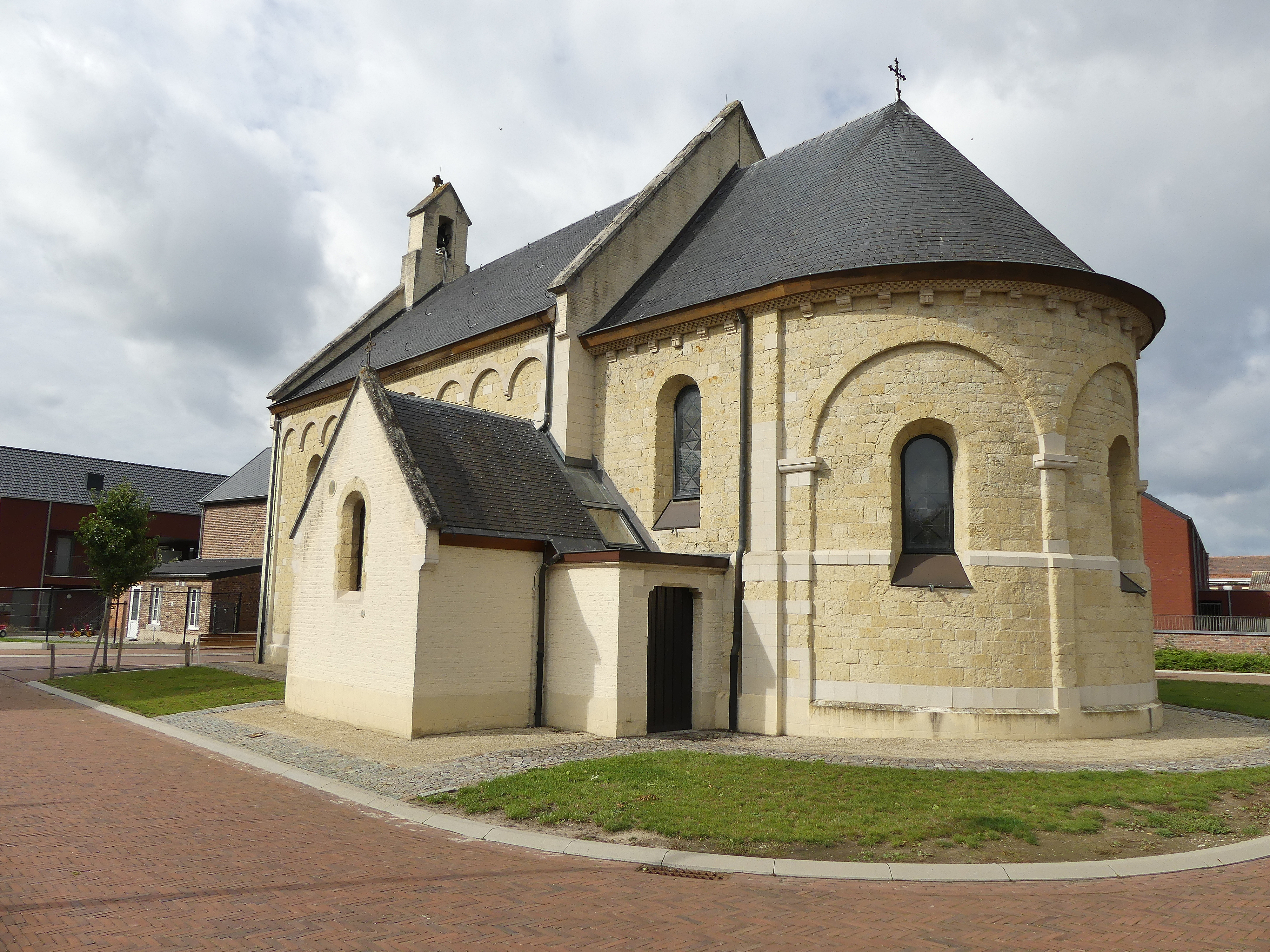
Sint-Eucheriuskapel
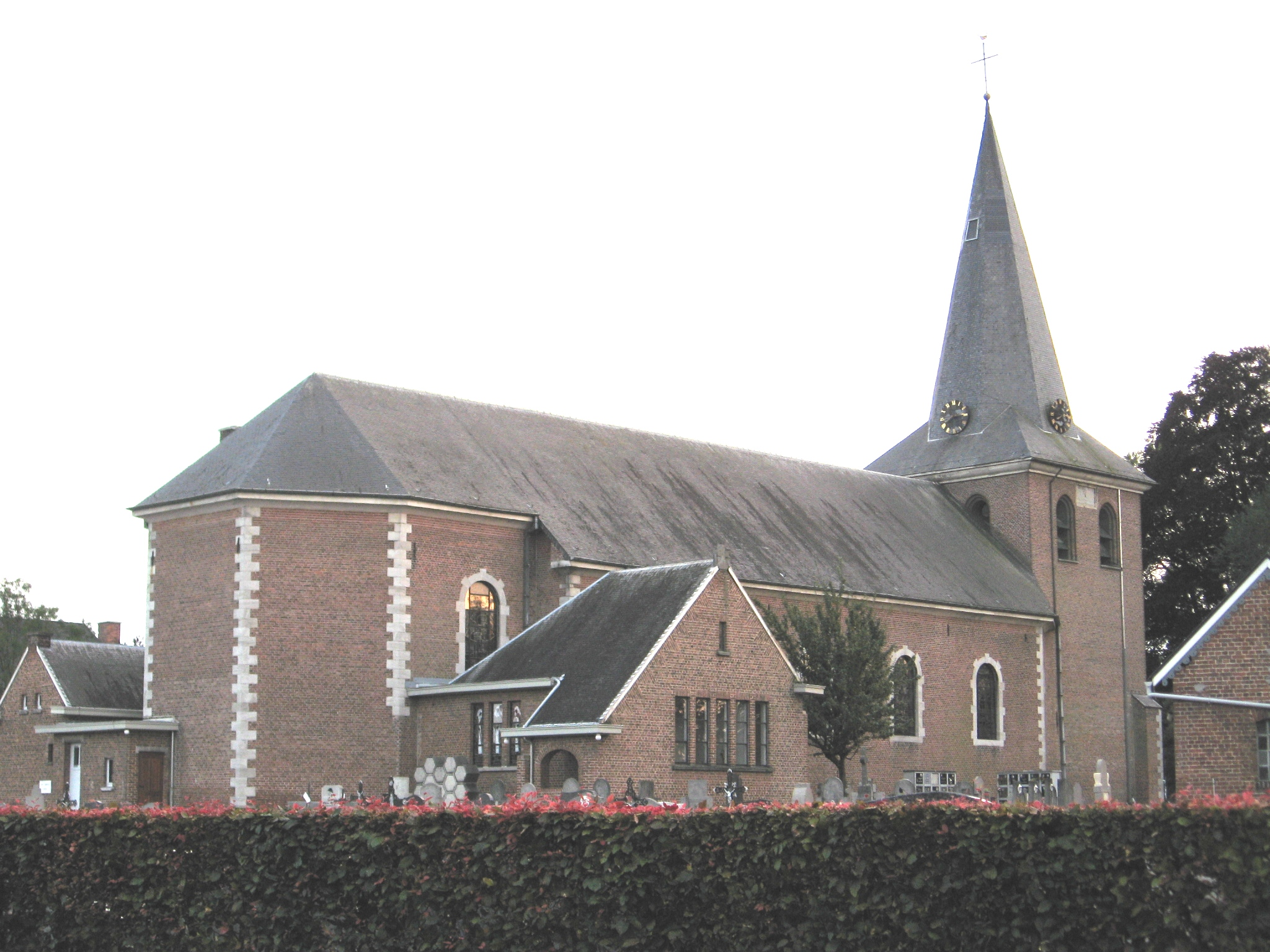
Sint-Laurentiuskerk
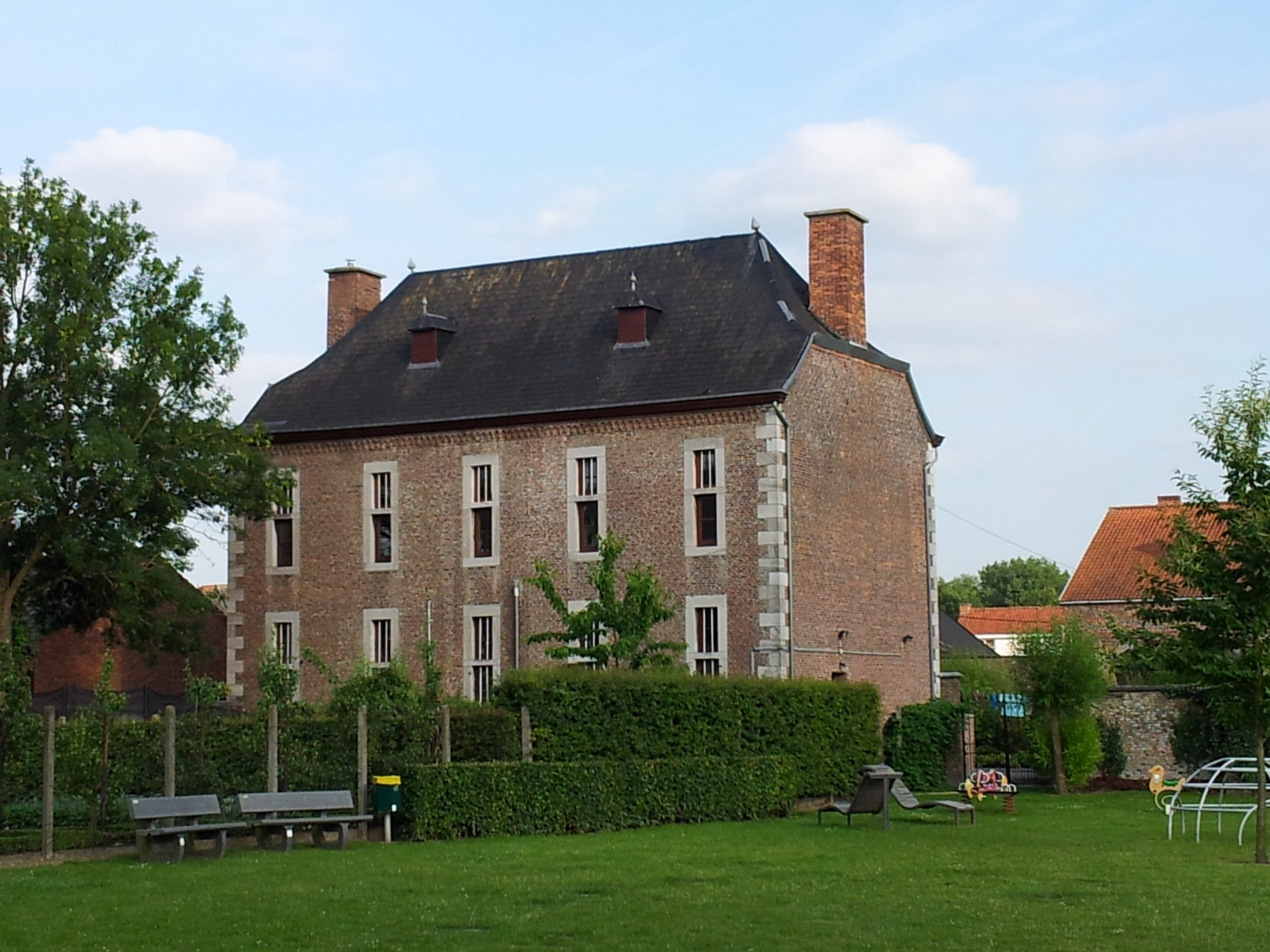
Herenhuis
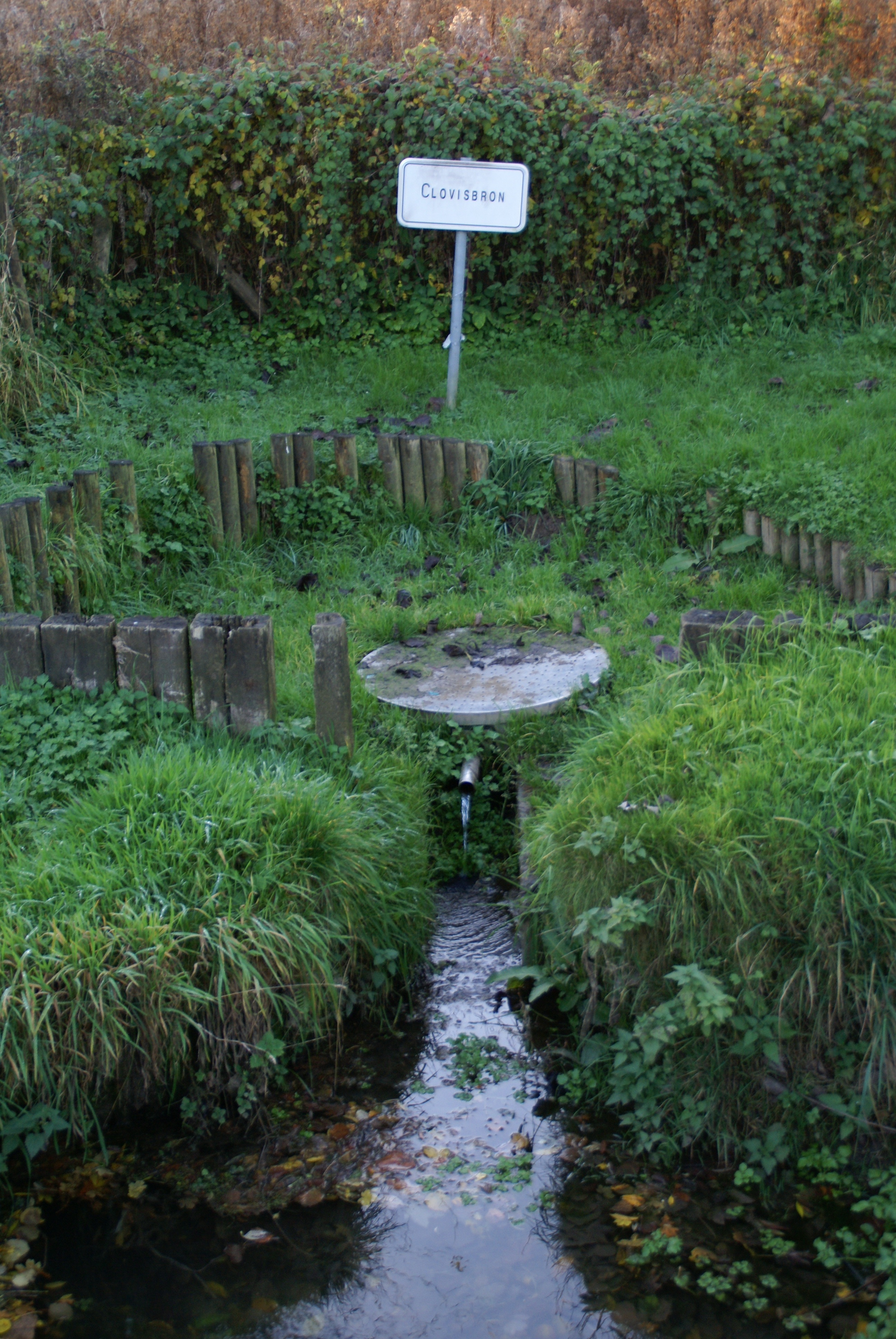
Clovisbron

## Natuur en landschap
Brustem is gelegen op de grens van Droog- en Vochtig-Haspengouw en ligt op ongeveer 60 meter hoogte. De Melsterbeek stroomt van zuid naar noord door deze plaats. In de ondergrond vindt men kalktuf (steen van Lijsem). Naast de fruitteelt wordt ook de waterkers geteeld, en wel bij de vele bronnen die het gebied rijk is.
Ten zuiden van Brustem loopt de oude heerbaan (Romeinse Steenweg) in oost-westrichting van Tongeren naar Boulogne-sur-Mer. Deze wordt echter onderbroken daar waar zich het vliegveld bevindt.

## Nabijgelegen kernen
Ordingen, Sint-Truiden, Aalst, Engelmanshoven, Helshoven, Rijkel
Deelgemeenten: Aalst · Brustem · Duras · Engelmanshoven · Gelinden · Gorsem · Groot-Gelmen · Halmaal · Kerkom-bij-Sint-Truiden · Ordingen · Runkelen · Sint-Truiden · Velm · Wilderen · Zepperen

Overige kernen: Bevingen · Kortenbos · Melveren · Metsteren · Senselberg

Belgische gemeenten · Arrondissement Hasselt · Limburg · Vlaanderen